# Aleksiej Bałtowski
Aleksiej Iwanowicz Bałtowski (ros. Алексей Иванович Балтовский, ur. 1 kwietnia 1937 w miejscowości Mysleuszczyna w rejonie klimowickim, zm. 18 kwietnia 1986) – białoruski lekkoatleta występujący w barwach ZSRR, młociarz, wicemistrz Europy z 1962.
Zdobył srebrny medal w rzucie młotem na mistrzostwach Europy w 1962 w Belgradzie, za Gyulą Zsivótzkym z Węgier, a przed swym kolegą z reprezentacji Jurijem Bakarinowem.
Był mistrzem ZSRR w rzucie młotem w 1962 oraz brązowym medalistą w 1960 i 1965.
Jego rekord życiowy wynosił 69,32 m. Został ustanowiony 23 kwietnia 1968 w Użhorodzie.
Uzyskał stopień kandydata nauk pedagogicznych (równoważny doktorowi) w 1975. W latach 1977–1978 kierował katedrą lekkiej atletyki w Instytucie Kultury Fizycznej w Mohylewie, a w latach 1979-1983 wykładał w Algierze. Został mianowany docentem w 1985. W 1986 zmarł.